# Allopauropus dendriformis
Allopauropus dendriformis är en mångfotingart som beskrevs av Hagino 1993. Allopauropus dendriformis ingår i släktet småfåfotingar, och familjen fåfotingar. Inga underarter finns listade i Catalogue of Life.